# Cabor de tierra
Cabor de tierra war ein mexikanisches Feldmaß.
- 1 Cabor de tierra = 400 Solar = 70,2344 Hektar